# Т-19
Т-19 — радянський дослідний легкий танк (в документах іноді позначається як основний танк супроводу). Був створений в 1929–1931 роках для заміни танка Т-18 в РСЧА. Відрізнявся безліччю впроваджених на ньому нововведень — системою захисту від хімічної зброї, здатністю долати водні перешкоди за допомогою знімних понтонів, конструкцією для жорсткої зчіпки танків попарно для подолання протитанкових ровів і т. д. В 1931 році було виготовлено два прототипи. Однак висока ціна і складність виготовлення робили Т-19 малопридатним для масового виробництва. У підсумку перевага була віддана розгортанню серійного виробництва в СРСР танка «Vickers Mk.E» (Т-26), який не поступався Т-19 за основними показниками та набагато більш дешевого, а всі роботи по Т-19 були припинені.

## Історія створення
Ідея створення нового танка безпосереднього супроводу піхоти, здатного замінити Т-18, з'явилася на засіданні РВС 17 — 18 липня 1929 року. За задумом РВС, танк Т-19 мав стати основною ударною силою мобільних підрозділів РСЧА в умовах маневреного бою. Від танка була потрібна, зокрема, здатність долати більшість польових фортифікаційних споруд та дротяних загороджень без допомоги «хвоста» і на максимально можливій швидкості. Вогнева міць танка повинна була забезпечувати танку перевагу над усіма відомими бойовими машинами подібної маси, а бронювання захищало б екіпаж від гвинтівкових та кулеметних куль на всіх дистанціях, а на дистанції 1000 м — і від вогню 37-мм протитанкових гармат.
Восени 1929 року на танк було сформульовано технічне завдання. Згідно техзавданню танк повинен був володіти масою не більше 7,3 тонн. Машина повинна була нести 40-мм гармату і два кулемети, бронезахист передбачався в 18 — 20 мм. При цьому двигун орієнтовною потужністю в 100 к.с. повинен був надавати танку швидкість руху по твердим ґрунтам не нижче 30 км/год.
Здійснення загального керівництва проєктуванням танка Т-19 було доручено С. Гінзбургу. Разом з ним над проєктом працювали О. Мікулін та В. Сімський (силова установка та ходова частина), а також Д. Майдель (загальна компоновка та башта) і П. Сячінтов (озброєння).
Початковий термін закінчення розробки, 15 січня 1930 року, витримати не вдалося, проте вже 1 березня 1930 відбулося приймання проєкту та почалася підготовка до виготовлення прототипу.

## Виготовлення прототипів
Після затвердження проєкту навесні 1929 року, почалася підготовка до виробництва дослідного зразка танка, проте під час цієї роботи постійно виникали складнощі та затримки, які гальмували виготовлення. 13 серпня 1930 на засіданні РВС було постановлено: 
|  | Малий танк Т-19. Відзначаючи повну незадовільність взятих темпів з виготовлення дослідного зразка танка Т-19 — доручити Гарматно-Арсенальному об'єднанню ВРНГ закінчити виготовлення дослідного зразка до 1 березня 1931 року, а випуск першої валової партії в IV кварталі 1930/31 р., з тим щоб з 1 жовтня 1931 перейти на масове виробництво танків цього типу. |

Однак і 1 березня 1931 танк готовий не був. Більше того, до цього моменту як таке його виробництво навіть не було розпочато — позначалася фантастична складність виготовлення танка. Крім того, частина деталей, таких як підшипники кочення (яких танк вимагав дуже багато), доводилося закуповувати за кордоном. Безпосереднє виробництво прототипу почалося лише в червні 1931 року, і лише до кінця серпня танк був переважно готовий. Ціна танка зашкалювала за розумні для такої машини межі — 96 тисяч рублів (для порівняння, виготовлення БТ-2 від початку до кінця напівроком пізніше буде коштувати порядку 50 — 60 тисяч рублів). Ще більше посилювало ситуацію те, що в цій сумі не враховувалися башта з озброєнням і КПП. І якщо коробку передач згодом все ж зібрали, то конічну башту, розроблену для Т-19, на Іжорському заводі навіть не починали робити. Тому для випробувань дослідного зразка на Т-19 довелося встановити башту від Т-18, трохи розширивши її погон. Не вдалося у строки «довести до розуму» та проєктовану П. Сячінтовим 37-мм гармату, що, втім, було трохи згладжено все тієї ж установкою башти від Т-18 зі штатною 37-мм танковою гарматою Гочкіса з плечовим упором.
Не був закінчений у термін і шестициліндровий двигун повітряного охолодження потужністю 100 к.с. конструкції А. Мікуліна. З положення вирішили вийти, поставивши замість нього високооборотний мотор «Франклін» потужністю 95 к.с., однак його застосування зажадало часткової переробки моторно-трансмісійного відділення танка, оскільки цей мотор більший за габаритами які проєктувалися. Крім того, довелося замінити і КПП.
Свій істотний внесок в ускладнення та подорожчання танка вносило і різноманітне додаткове обладнання, таке як хімічний захист або плавучість.
Проте остаточно проєкт Т-19 був «похований» появою в СРСР танка «Vickers Mk.E», закупленого влітку 1930 року в Великої Британії. За основними своїми характеристиками він або не поступався Т-19, або навіть перевершував його, а розрахунки показували, що виробництво «Віккерса» обійдеться значно дешевше. Тому вже наприкінці осінь 1931 року всі роботи над Т-19 були згорнуті, а звільнені ресурси одразу ж кинули на освоєння серійного виробництва танка Т-26, радянського варіанту «Віккерса». До того часу більш-менш повністю зібрали два танки Т-19 (з баштами від Т-18 і двигунами «Франклін») та додатково встигли виготовити корпус з зварних та литих деталей, а також ряд допоміжних агрегатів. Згодом все це було відправлено в переплавку.